# Miroslav Janík
Miroslav Janík (22. dubna 1948, Nový Jičín) je český ochránce přírody, působící ve Valašských Kloboukách a jejich okolí. Jako výtvarník se věnuje land artu inspirovanému krajinou Valašska a Bílých Karpat.

## Život
V mládí vystudoval Pedagogickou fakultu Ostravské univerzity, obor matematika a výtvarná výchova. Později se věnoval především vytvarné výchově a ochraně přírody. Je zakládajícím členem a předsedou Základní organice Českého svazu ochránců přírody Kosenka ve Valašských Kloboukách. Spolek se pod jeho vedením a v řadě případů i díky jeho iniciační roli dlouhodobě se věnuje tradičnímu kosení květnatých luk. Byl členem Rady Národního pozemkového spolku.
V roce 2007 byl oceněn Cenou Josefa Vavrouška.